# 地中海奧斯卡號
地中海奧斯卡號（英語：MSC Oscar）由南韓的大宇造船建造，全長395.47米（1,297英尺6英寸），寬59.08米（193英尺10英寸），吃水16米（52英尺6英寸） ，其容量為19224 TEU，與另外4艘姊妹船一同打破於2014年8月下水的CSCL Globe所創下的18982 TEU最大容量紀錄（隨後在2015年5月被阿拉伯聯合國家輪船旗下船隻Barzan以19870 TEU打破），動力引擎為MAN-B&W 11S90ME-C10.2。地中海奧斯卡號註冊於巴拿馬，於2014年7月15日動工，2014年10月10日完工，2014年12月29日交付並投入服務。

## 外部連結
On board the world's biggest ship （页面存档备份，存于）, BBC News.